# Época Dourada da Pirataria

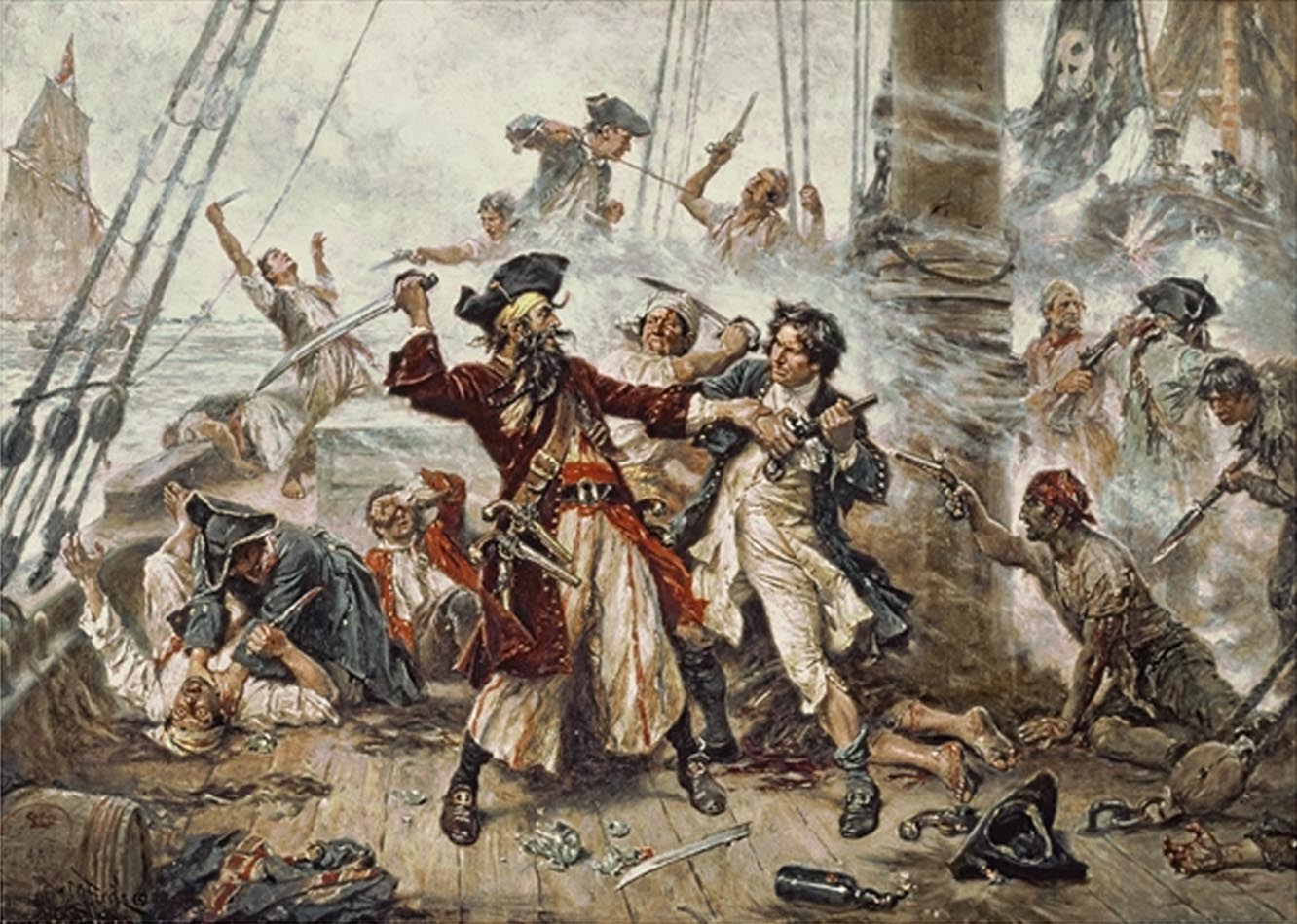
Captura do Pirata, Barba Negra, 1718, por Jean Leon Gerome Ferris. A pintura representa a batalha entre o pirata e o Tenente Maynard na baía de Ocracoke, no pico da Época Dourada da Pirataria.

A Época Dourada da Pirataria, (ou Época de Ouro da Pirataria, Idade do Ouro da Pirataria, Era de Ouro da Pirataria, etc.) é uma designação comum dada geralmente a uma ou mais explosões de pirataria na história marítima no início do período moderno.
Na sua mais ampla definição aceitável, a Época Dourada da Pirataria ocorreu desde a década de 1650 até à década de 1730 e abrange três grandes explosões separadas de pirataria: o período bucaneiro aproximadamente de 1650 a 1680, caracterizado por marinheiros anglo-franceses com base na Jamaica e na Tortuga que atacavam colónias e navios espanhóis nas Caraíbas e no leste do Pacífico; a Rota Pirata de 1690, associada com viagens de longas distâncias das Bermudas e Américas para roubar muçulmanos e alvos da Companhia das Índias de Leste no Índico e no mar Vermelho; e o período pós-Sucessão Espanhola, que se estende desde 1714 até 1726, quando marinheiros e corsários Anglo-Americanos ficaram desempregados no fim da Guerra da Sucessão Espanhola viraram-se em massa para a pirataria nas Caraíbas, a costa leste americana, a costa Oeste Africana, e no Oceano Índico. Definições mais estreitas excluem por vezes o primeiro ou o segundo período, mas a maioria das definições inclui pelo menos uma parte do terceiro.
Houve vários factores que contribuíram para a pirataria durante esta época, incluindo o aumento da quantidade de cargas valiosas enviadas para a Europa sobre vastas áreas do oceano, a redução de navios europeus em determinadas regiões, a formação e experiência que muitos marinheiros ganharam em navios europeus (particularmente a Marinha Real Britânica) e a ineficácia governamental nas colónias europeias ultramarinas. As potências coloniais da época constantemente lutaram com os piratas, envolvendo-se em várias batalhas notáveis e outros eventos relacionados.
A concepção moderna dos piratas como retratados na cultura popular é derivada em grande parte, embora nem sempre com precisão, a partir da Época Dourada da Pirataria. Ao dar um estatuto quase mítico aos personagens mais coloridos, como os notórios Barbanegra e Calico Jack, o livro A General History of the Pyrates (1724) por Charles Johnson, é a fonte principal de biografias de muitos dos conhecidos piratas da Época Dourada, influenciando por exemplo a literatura de Robert Louis Stevenson e J. M. Barrie.

## Historiografia

### Origens do termo

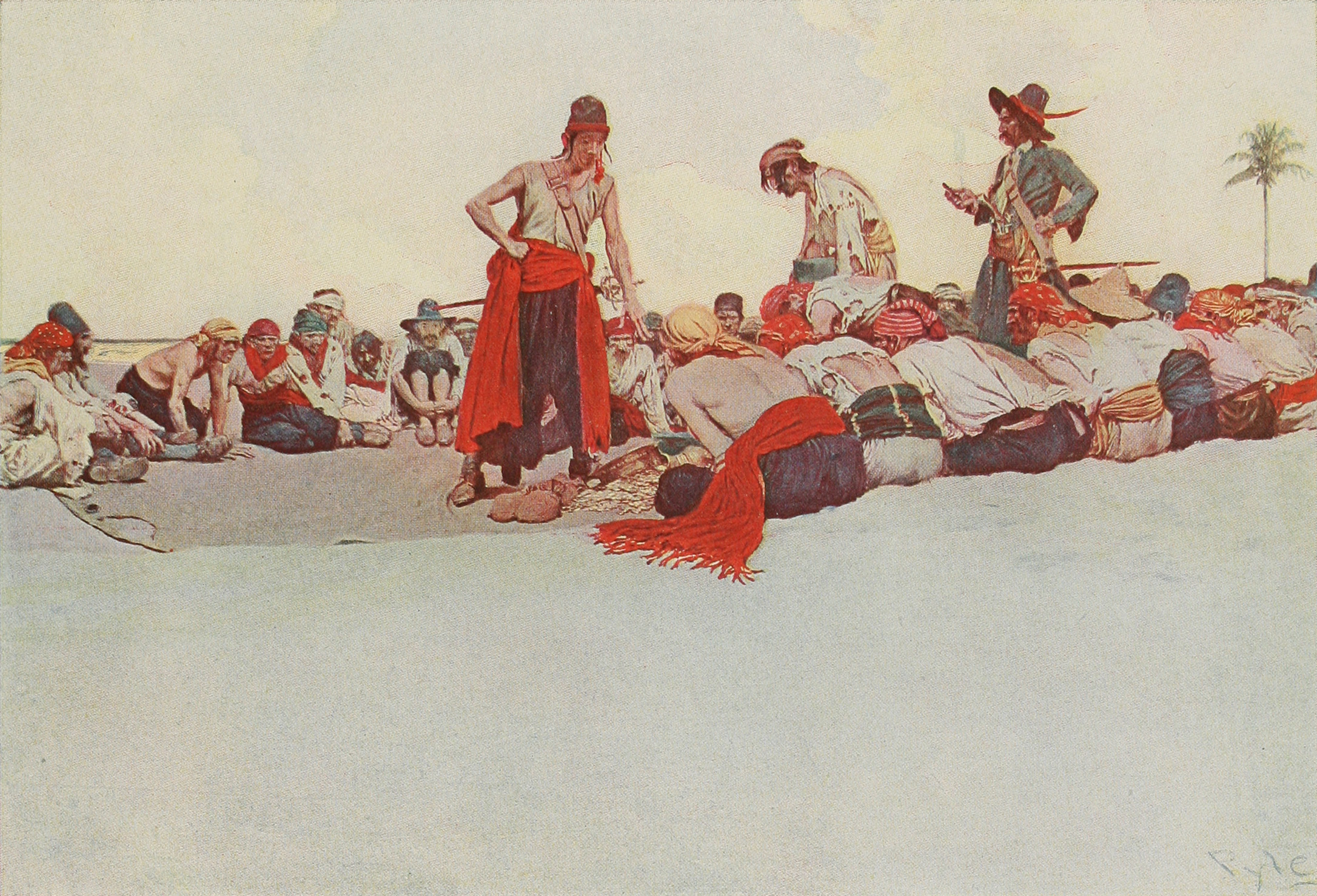
Piratas a dividir o saque. Pintura a óleo por Howard Pyle.

A Época Dourada da Pirataria é uma designação comum dada geralmente a uma ou mais explosões de pirataria na história marítima no início do período moderno. O termo "Época Dourada da Pirataria" é uma invenção dos historiadores, e nunca foi usado por qualquer pessoa que viveu durante o período que o nome denota.
A mais antiga menção literária conhecida de uma "Idade de Ouro" da pirataria é de 1894, quando um jornalista inglês de nome George Powell escreveu aquilo "o que parece ter sido a era de ouro da pirataria até a última década do século XVII." Powell usa a frase enquanto faz a sua critica ao livro A New and Exact History of Jamaica de Charles Leslie. O livro que na altura já tinha mais de 150 anos, e refere-se principalmente a eventos da década de 1660 como os ataques de Henry Morgan em Maracaibo e Portobelo e a famosa fuga de Bartolomeu Português. Powell usa a frase apenas uma vez.
Em 1897, um uso mais sistemático da frase "Época Dourada da Pirataria" foi introduzido pelo historiador John Fiske, que escreveu: "Em nenhum outro período na história mundial o negócio da pirataria floresceu de uma forma grandiosa como no século XVII e na primeira metade do século XVIII. A sua época dourada deve ter sido desde 1650 até cerca de 1720." Fiske incluiu as actividades dos corsários bárbaros, e os piratas de Este Asiático na sua "Época Dourada," notando que "apesar destes piratas muçulmanos e daqueles asiáticos estarem muito ocupados no século XVII assim como em qualquer outra altura, o seu caso não corrobora a minha afirmação de que a era dos bucaneiros foi a Época Dourada da pirataria." Fiske não refere ou cita Powell ou outra fonte qualquer para o termo "Época Dourada."
Os historiadores de piratas da primeira metade do século XX adoptaram o termo de Fiske, "Época Dourada," sem necessariamente adoptarem as datas do seu início e fim. A definição mais expansiva de uma época de pirataria foi feita por Patrick Pringle, que em 1951 escreveu "a época mais florida na história da pirataria . . . começou no reino da rainha Isabel I, e terminou na segunda década do século XVIII." Esta ideia contradiz Fiske, que muito veemente negou que figuras notáveis de Isabel, como o corsário Francis Drake, poderiam ser piratas.

### Tendências para definições mais estreitas
Das definições mais recentes, Pringle tem aparentemente o leque maior, uma excepção para definições mais estreitas desde 1909 até cerca de 1990, que encurtaram a Época Dourada. Em 1924, Philip Gosse descreveu que a pirataria teve o seu pico "de 1680 até 1730." No seu livro de 1978, extremamente popular, The Pirates for TimeLife's The Seafarers, Douglas Botting definiu a Época Dourada como tendo durado "quase 30 anos, começando no final do século XVII até ao primeiro quarto do século XVIII." A definição de Botting é muito semelhante à de Frank Sherry em 1986. Num artigo académico de 1989, o professor Marcus Rediker definiu a época como tendo durado apenas desde 1716 até 1726. Angus Konstam em 1998, afirmou que durou de 1700 até 1730.
Provavelmente o último passo em restringir a Época Dourada foi em 2005 no livro de Konstam, The History of Pirates, na qual ele retrai uma definição sua, dizendo que se a época fosse de 1690–1730 seria "generoso" concluindo que "O pior dos excessos nestes piratas estava limitado a um período de oito anos, de 1714 até 1722, assim a verdadeira Época Dourada nunca se poderá chamar de 'década de ouro.'"

### Reveses recentes para uma definição mais ampla
David Cordingly, no seu trabalho muito influente de 1994, Under the Black Flag, definiu a "grande época da pirataria" ao dizer que durou pelo menos de 1650 até cerca de 1725, muito perto da definição de Fiske.
Rediker, em 2004, descreveu a mais complexa definição até à data, propondo que a "época dourada da pirataria, que se estendeu por um período de 1650 a 1730," subdividido em três “gerações” distintas: os bucaneiros de 1650-80, os piratas do oceano Indico em cerca de 1690, e os piratas do período de 1716–1726.

## Origens
A pirataria surgiu, e espelhado numa escala menor, nos conflitos sobre o comércio e a colonização entre as potências europeias rivais da época, incluindo os impérios da Grã-Bretanha, Espanha, Holanda, Portugal e França. A maioria destes piratas eram de origem inglesa, holandesa e francesa.

### Período Bucaneiro, c. 1650–1680

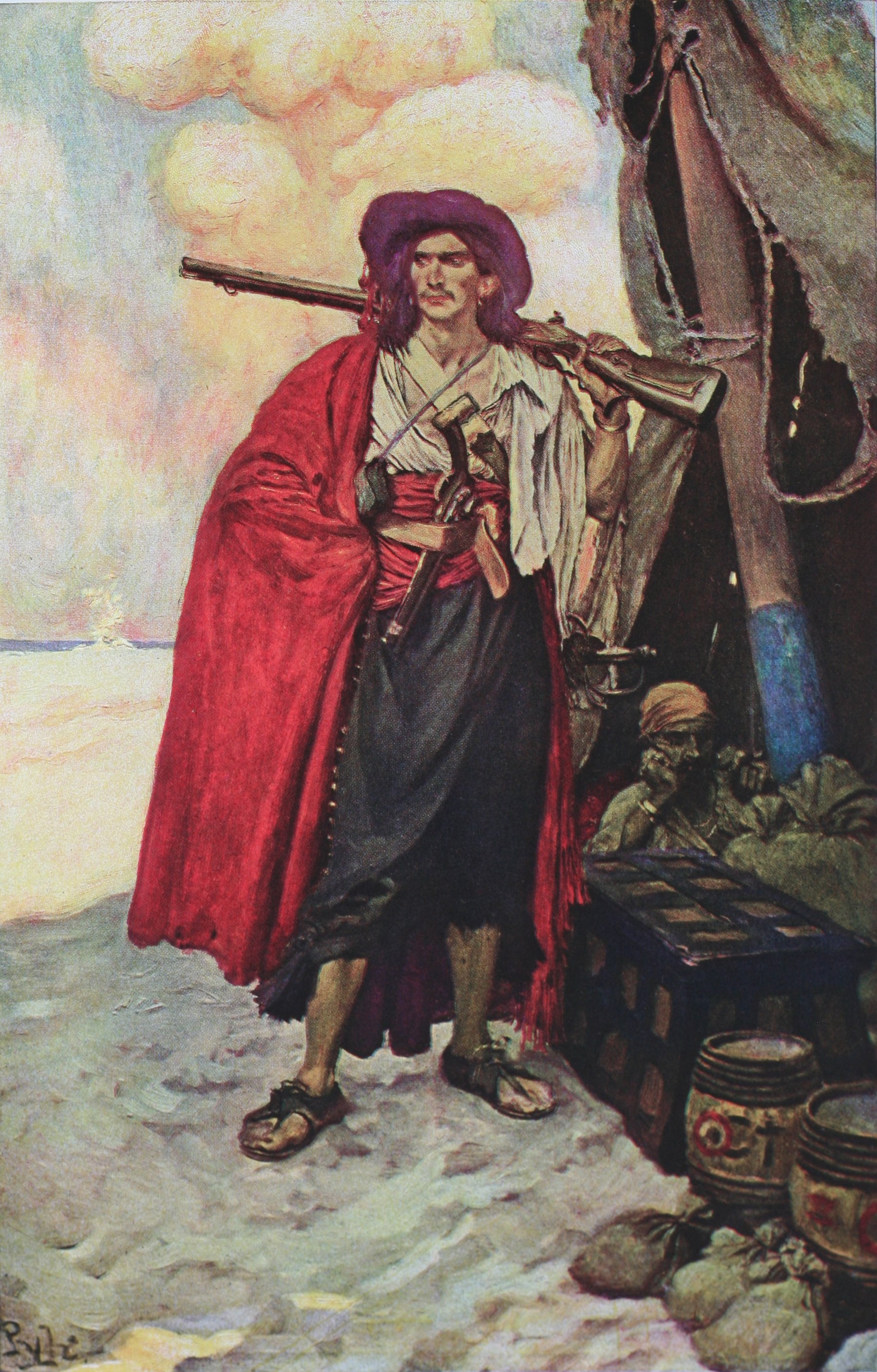
"Bucaneiro das Caraíbas" do livro Book of Pirates de Howard Pyle.

Historiadores, como John Fiske, marcaram o início da Época Dourada da Pirataria em cerca de 1650, quando nos finais das guerras europeias de religião permitiram aos países europeus voltar a desenvolver os seus impérios coloniais. Tal acontecimento aumentou consideravelmente as trocas marítimas, e uma certa melhoria económica: havia dinheiro para ser feito - ou roubado - e grande parte dele viajava por navios.
Os bucaneiros franceses estabeleceram-se na zona norte da Ilha de São Domingos (ou Hispaniola), mais ou menos em 1625, vivendo inicialmente mais da caça do que do roubo; a sua transição para a pirataria a tempo inteiro foi gradualmente motivada pelos esforços espanhóis em tentar eliminar tanto os bucaneiros como os animais de que eles dependiam. A migração dos bucaneiros da Hispaniola para Tortuga, uma ilha fora da costa e mais defensiva, acabou por limitar os seus recursos acelerando as suas actividades de pirataria. De acordo com Alexandre Olivier Exquemelin, um bucaneiro e historiador que permanece uma grande fonte deste período, o bucaneiro de Tortuga Pierre Le Grand, liderou os ataques dos colonos em galeões fazendo a viagem de volta para a Espanha.
O aumento de bucaneiros em Tortuga foi devido à captura da Jamaica aos espanhóis pelos ingleses em 1655. Os primeiros governadores ingleses da Jamaica enviavam livremente cartas de corso para os bucaneiros de Tortuga e para os seus próprios compatriotas, enquanto o crescimento de Port Royal, dava a estes invasores um lugar muito mais rentável e agradável para poderem vender o seu espólio. Na década de 1660, o novo governador francês da Tortuga, Bertrand d'Ogeron, dava semelhantes comissões de corso, tanto para os próprios colonos como para os assassinos ingleses de Port Royal. Tais condições levaram os bucaneiros das Caraíbas ao seu apogeu.

### Rota Pirata, c. 1693–1700

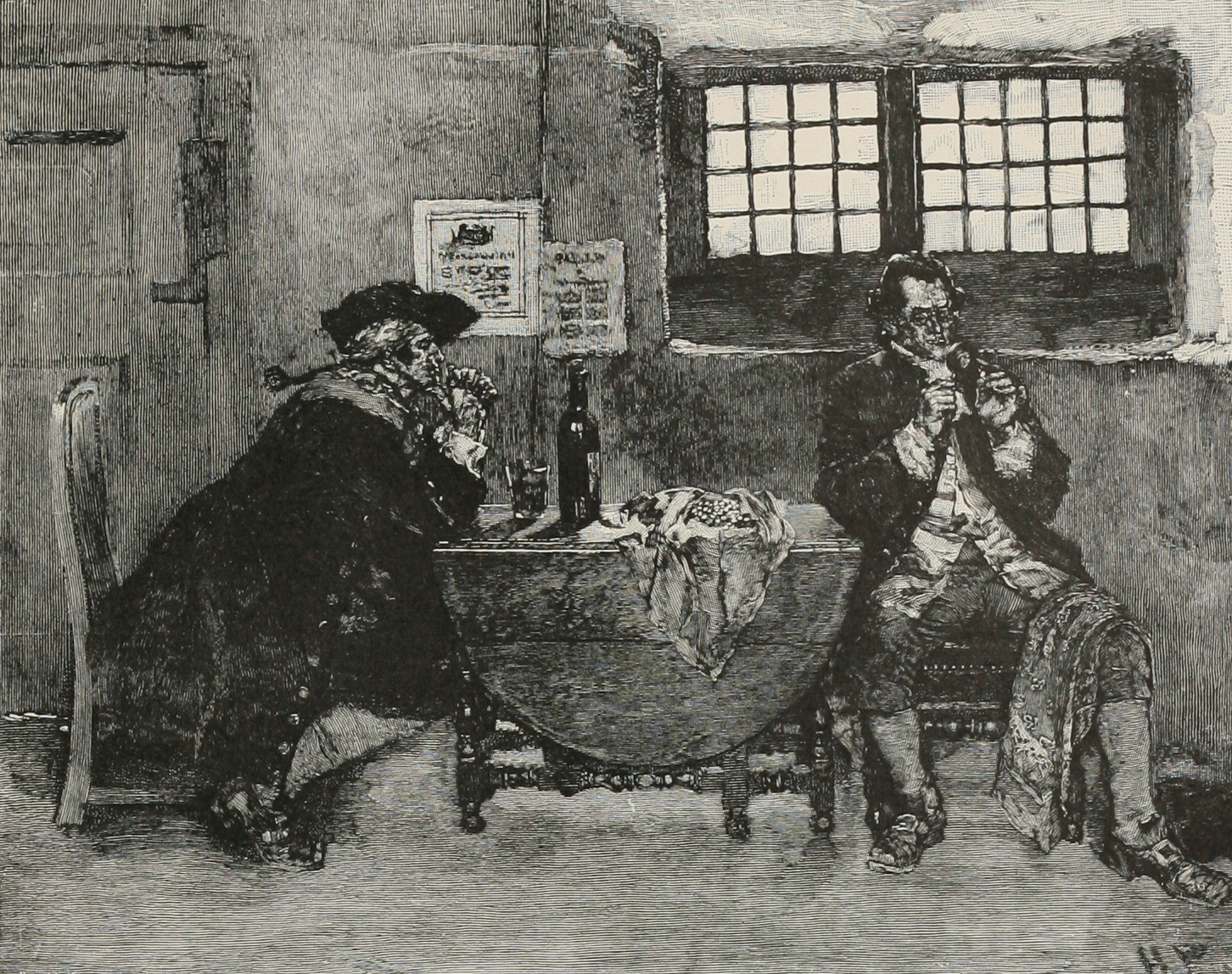
Henry Every a vender o seu saque, gravura de Howard Pyle. A captura feita por Every em 1695 do Ganj-i-Sawai, um Grande Navio Mogol, destaca-se por ser um dos ataques de piratas mais rentáveis de sempre.

Um certo número de factores levou a que os piratas anglo-americanos, alguns cortaram os dentes durante o período bucaneiro, fossem procurar tesouros nas Caraíbas no início da década de 1690. Com a queda do período da Casa de Stuart (1603-1714), restaurou-se a inimizade tradicional entre a Inglaterra e a França, terminando assim a colaboração proveitosa entre a Jamaica inglesa e a Tortuga francesa. A devastação de Port Royal por um terremoto em 1692 reduziu ainda mais as atracções das Caraíbas, destruindo o mercado dos piratas por pilhagens vedadas. Os governadores coloniais das Caraíbas começaram a descartar a política tradicional de "não há paz para lá da Linha," sobre qual era entendido que a guerra iria continuar (e, portanto, seriam concedidas cartas de corso) nas Caraíbas independentemente dos tratados de paz assinados na Europa; doravante, as comissões seriam dadas apenas em guerra, e as suas limitações seriam rigorosamente aplicadas. Além disso, grande parte do território espanhol estava esgotado; só Maracaibo já tinha sido saqueado pelo menos três vezes entre 1667 e 1678, enquanto Río de la Hacha tinha sido roubado cinco vezes e Tolú oito.
Ao mesmo tempo, as colónias menos favorecidas de Inglaterra, incluindo Bermuda, Nova Iorque e Rhode Island, ficaram com dependência de dinheiro devido aos Actos de Navegação. Comerciantes e governadores, ansiosos por moedas, estavam dispostos a ignorar e até mesmo a subscrever viagens de piratas; um oficial das colónias defendeu um pirata, porque ele pensou que "muito duro pendurar pessoas que trazem ouro para estas províncias."
Apesar de alguns destes piratas operarem fora da Nova Inglaterra e das Colónias Médias (actualmente alguns dos Estados do nordeste americano), virando-se a partir de 1690 para as colónias espanholas mais remotas do oceano Pacífico, o oceano Indico era um alvo mais rico e tentador. Durante aquele período, a economia da Índia aumentou conseguindo encolher a europeia, especialmente em produtos de alto valor como a seda e o calicô, ideal para o saque pirata; ao mesmo tempo, nenhuma marinha poderosa navegava pelo Oceano Indico, deixando vulneráveis a ataques tanto os barcos locais bem como os da Companhia das Índias de Leste. Tal abriu porta a famosos pirateamentos de Thomas Tew, Bartholomew Roberts, Henry Every, Robert Culliford e (apesar da sua culpa permanecer controversa) William Kidd.

### Período pós-Sucessão Espanhola, c. 1714-1726

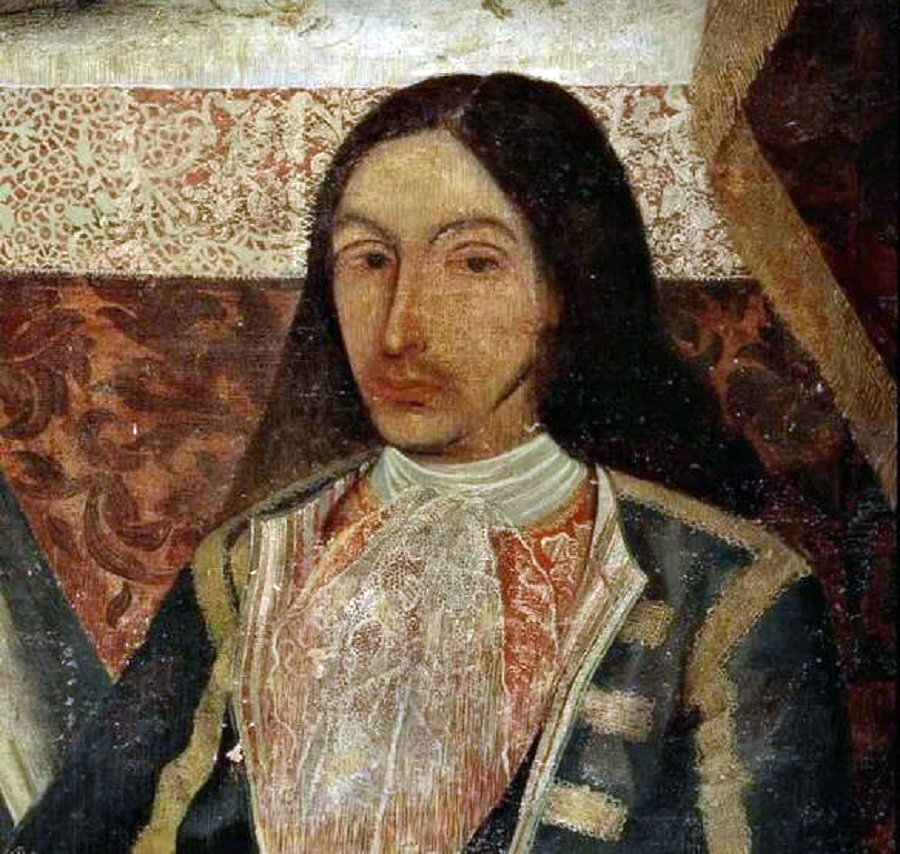
Amaro Pargo foi um dos mais famosos corsarios da Época.

Entre 1713 e 1714, uma série de acordos de paz foram assinados acabando com a Guerra da Sucessão Espanhola (também chamada 'Guerra da Rainha Ana'). Com o fim do conflito, milhares de marinheiros, incluindo os corsários paramilitares britânicos, foram retirados do dever militar. Tal resultou num enorme número de marinheiros treinados e inactivos, numa altura em que o comércio colonial que atravessava o Atlântico estava a começar a crescer. Em adição, europeus que tinham sido empurrados pelo desemprego para se tornarem marinheiros e soldados envolvidos na escravidão, eram muitas vezes entusiasmados a abandonar essa profissão e voltar para a pirataria, dando aos capitães piratas durante muitos anos um conjunto constante de recrutas europeus treinados, encontrados em águas e nas zonas costeiras do oeste africano.
Em 1715, piratas fizeram um enorme assalto a mergulhadores espanhóis, que tentavam recuperar ouro de um galeão afundado perto de Palma de Ayz, Florida. O núcleo da força pirata era um grupo de ex-corsários ingleses, todos eles em breve seria consagrados na infâmia: Henry Jennings, Charles Vane, Samuel Bellamy e Edward England. O ataque foi bem sucedido, rendendo £87 000 em ouro e prata. No entanto, ao contrário das suas expectativas, o governador da Jamaica recusou que Jennings e os seus cúmplices gastassem o saque na sua ilha. Com Kingston e Port Royal (que estava em declínio) perto deles, Jennings e os seus camaradas formaram uma nova base pirata em Nassau, na ilha de Nova Providência, Bahamas, abandonado durante a guerra. Até à chegada do governador Woodes Rogers três anos depois, Nassau foi a casa destes piratas e de muitos dos seus recrutas.

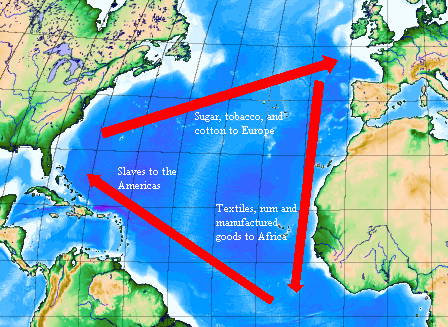
Representação do modelo clássico do comércio triangular, alvo rico para a pirataria nas Caraíbas durante o século XVIII.

O transporte de escravos entre África, as Caraíbas e a Europa começou a aumentar no século XVIII, conhecido como Triângulo Transatlântico de Comércio de Escravos, era um alvo rico para a pirataria. Navios mercadores saiam da Europa em direcção à costa africana, para trocar produtos fabricados ou armas, em troca de escravos vendidos por portugueses. Os comerciantes iriam depois até às Caraíbas para vender os escravos e regressar à Europa com produtos tal como açúcar, tabaco, algodão e cacau. Outro do comércio que se fazia no triângulo era quando os navios carregavam matéria-prima, bacalhau conservado e rum para a Europa, onde uma parte da carga era vendida para a fabricação de bens, que (juntamente com o que restava da carga inicial) era transportado para as Caraíbas, onde eram trocados por açúcar e melaço, que (com alguns artigos manufacturados) eram levados para a Nova Inglaterra. Os navios no comércio triangular faziam sempre dinheiro em cada paragem.
Como parte da solução da guerra, a Grã-Bretanha obteve o asiento, um contrato com o governo espanhol, para fornecer escravos para as novas colónias mundiais da Espanha, fornecendo aos comerciantes e contrabandistas britânicos um maior acesso ao mercado espanhol, tradicionalmente fechados nas Américas. Este acordo contribuiu muito para o desenvolvimento da pirataria por toda a zona Oeste do Atlântico. Transporte para as colónias cresceu em simultâneo com a enorme quantidade de marinheiros qualificados após a guerra. Os mercadores usavam o excesso de mão de obra dos marinheiros para manter salários baixos, cortar despesas para aumentar os lucros, e criando condições desagradáveis a bordo dos seus navios. Os marinheiros destes mercadores sofriam de uma enorme taxa de mortalidade, maior que a dos escravos que eram transportados. As condições de vida eram tão pobres que muitos marinheiros começaram a preferir uma existência mais livre como piratas. O aumento do tráfego marítimo também era responsável por sustentar um grande volume de bandidos que povoavam entre eles.

## Piratas da época
Muitos dos piratas mais conhecidos no folclore histórico tiveram origem a partir desta Época Dourada da Pirataria.

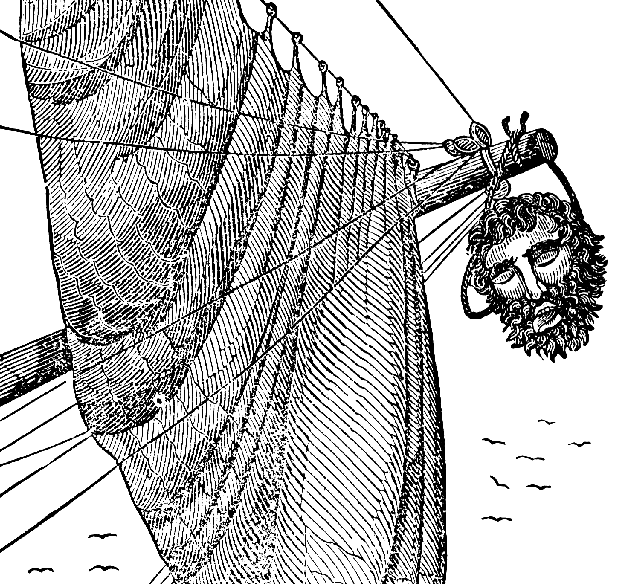
A cabeça decepada de Barbanegra, pendurada no gurupés do barco de Maynard.

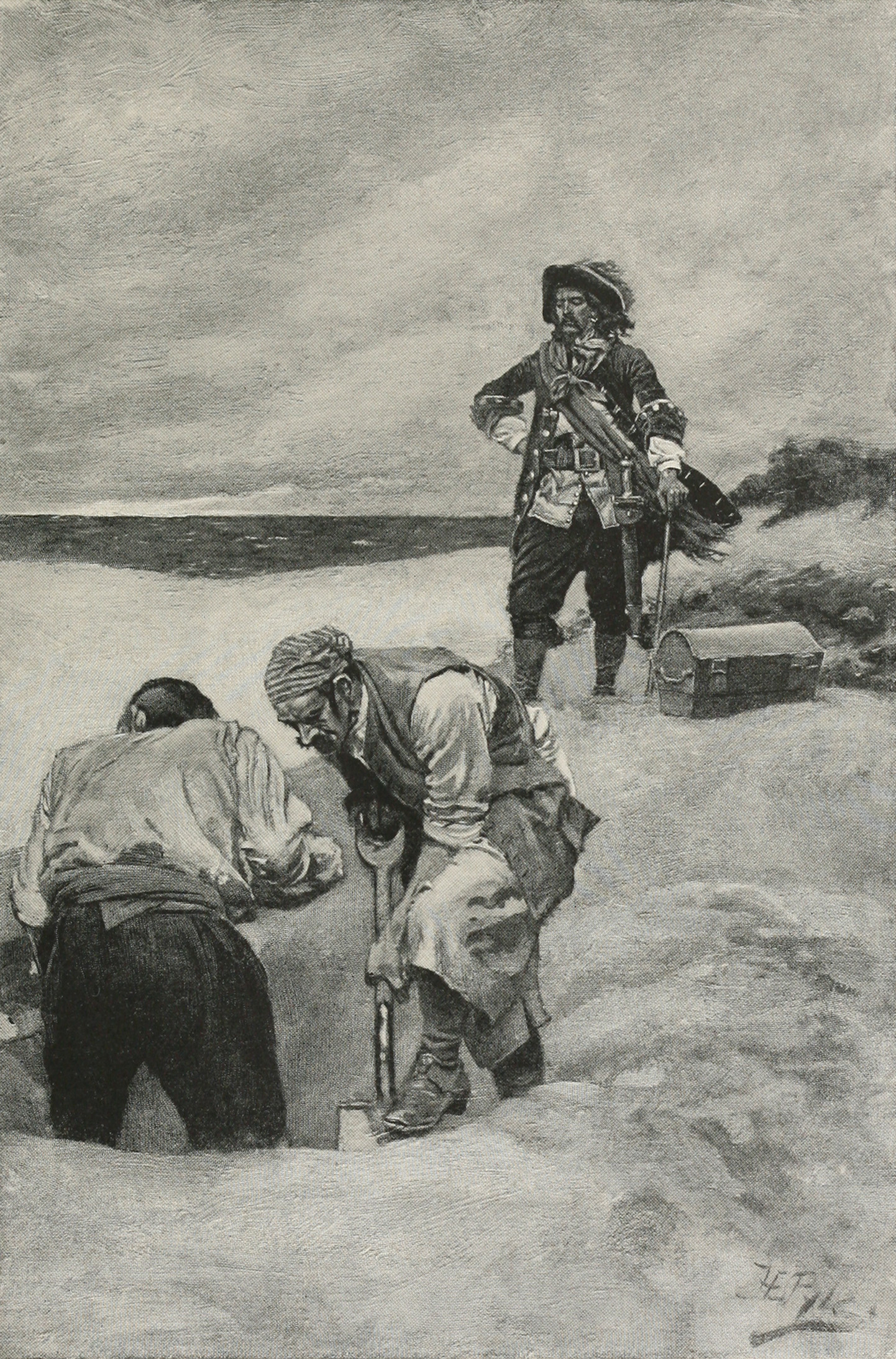
O capitão William Kidd a supervisionar o enterro do seu tesouro na ilha de Gardiner.

- Henry Morgan, um bucaneiro que assaltava colónias espanholas e conquistou a Cidade do Panamá. Era suposto ter sido executado em Inglaterra mas tornou-se cavaleiro e governador da Jamaica. Ganhou a reputação por ser um dos mais implacáveis, notórios e bem sucedidos corsários de sempre. Morreu em 1688 de causas naturais.[38][39]
- Henry Avery, que é mais famoso por ser um dos poucos grandes capitães piratas a aposentar-se com o seu saque sem ser preso ou morto em combate, e também por ter capturado o Ganj-i-Sawai, um famoso navio Mogol muito rico, em 1694. Foi apelidado de "O Rei dos Piratas". [40]
- William "Capitão" Kidd, executado por pirataria na Doca da Execução, Londres em 1701, famoso pelo tesouro enterrado, que supostamente deixou para trás.[41]
- Samuel "Black Sam" Bellamy, capitão do Whydah Gally, morreu durante uma tempestade em 1717. Segundo a Forbes, seria o mais rico pirata de sempre, com uma fortuna hoje calculada em cerca de $120 milhões, isto apesar da sua carreira como pirata ter durado pouco mais de um ano.[42][43]
- Stede Bonnet, natural dos Barbados, conhecido como o "Pirata Cavalheiro",[44] por ter sido um proprietário de terrenos muito rico. Tornou-se pirata apenas pela vontade de se tornar aventureiro. Bonnet capitaneou uma chalupa de 10-armas, o Revenge (‘Vingança’),  e assaltava navios na costa da Virgínia em 1717. Bonnet é alegadamente um dos poucos piratas que fazia os seus prisioneiros caminhar na prancha.[45] Foi apanhado e enforcado em 1718.[46]
- Edward Teach ("Thatch"),[nota 1] mais conhecido como Barbanegra, esteve activo desde 1716 a 1718, foi talvez o mais notório pirata dentro das nações de língua inglesa. Um líder astuto e calculista, Teach desprezava o uso da força, contando apenas com a sua aparência temível para induzir a resposta que desejava daqueles que roubava. Ao contrário da imagem do pirata tirano vista hoje em dia, Teach comandava os seus navios apenas com a permissão da sua tripulação e não há nenhum registo conhecido de ter prejudicado ou assassinado qualquer prisioneiro seu. O seu navio mais famoso foi o Queen Anne's Revenge, baptizado em resposta a Queen Anne's War (‘Guerra da Rainha Ana’). Foi morto numa batalha perto da ilha de Ocracoke, pelos membros da tripulação do tenente Robert Maynard em 1718.[49]
- Benjamin Hornigold, foi o fundador da república pirata das Bahamas e mentor de Barba negra e Sam Bellamy. Líder de uma das maiores facções de Nassau, trocou de lugar e tornou-se ele próprio um caçador de piratas e tenente respeitado de Woodes Rogers, nemesis dos piratas. Morreu em 1719 vitima de um furacão algures entre Nova Providência e o México.[50]

A "Jolly Roger" de "Calico Jack" Rackham, bandeira pirata do século XVIII.

- Calico Jack Rackham um pirata e capitão inglês que operava na zona das Bahamas e em Cuba. Rackham é principalmente lembrado por duas coisas: a sua bandeira Jolly Roger, com uma caveira e duas espadas cruzadas, um desenho que contribuiu muito para a sua popularização; e por ter dois membros femininos na sua tripulação, Mary Read e a amante de Rackham, Anne Bonny. Foi capturado,  e depois enforcado e exposto perto de Port Royal, na Jamaica, em 1720.[51]
- Charles Vane foi um pirata particularmente violento e impenitente. Operava a partir da notória base pirata nas Bahamas. Pouco popular e severo para com a sua tripulação, foi abandonado por esta numa ilha deserta antes de ser capturado e enforcado em 1721 em Gallows Point, Port Royal. O seu corpo foi exposto em Gun Cay, como aviso contra a pirataria.[52]
- Bartholomew Roberts (nascido John Roberts), por vezes chamado de "Black Bart", é considerado por muitos como o pirata mais bem sucedido de sempre e o mais bem sucedido da Época, por navios capturados (mais de 470).[53][54] Tinha uma fortuna hoje calculada em cerca de $35,1 milhões.[42] Morreu em combate na costa do Gabão em 1722 e o corpo atirado ao mar embrulhado nas velas do seu navio, como era seu desejo.[55]

- Edward Low, activo de 1721 a 1724. Low ainda permanece notoriamente como um dos piratas mais perversos daquela época, com uma reputação de torturar violentamente as suas vitimas antes de as matar, chegando mesmo a fazê-lo a tripulações inteiras.[56] Sir Arthur Conan Doyle descreveu Low como "selvagem e desesperado" e um homem de uma "brutalidade grotesca e fantástica",[57] o The New York Times chamou-o de torturador, cujos métodos "dariam crédito à ingenuidade da Inquisição Espanhola nos seus piores dias".[58]
- William Fly, um pirata inglês que captura navios junto à Nova Inglaterra. Foi executado por forca em 1726, Boston, Massachusetts, data usada pelo historiador Marcus Rediker para marcar o fim da Época Dourada da Pirataria.[59]
- Henry Jennings, conhecido por ter co-fundado uma colónia e base de operações de piratas em Nova Providência, Bahamas, tornando-se ele próprio presidente não-oficial. Morreu em c. 1745.[31]

### Duas piratas femininas

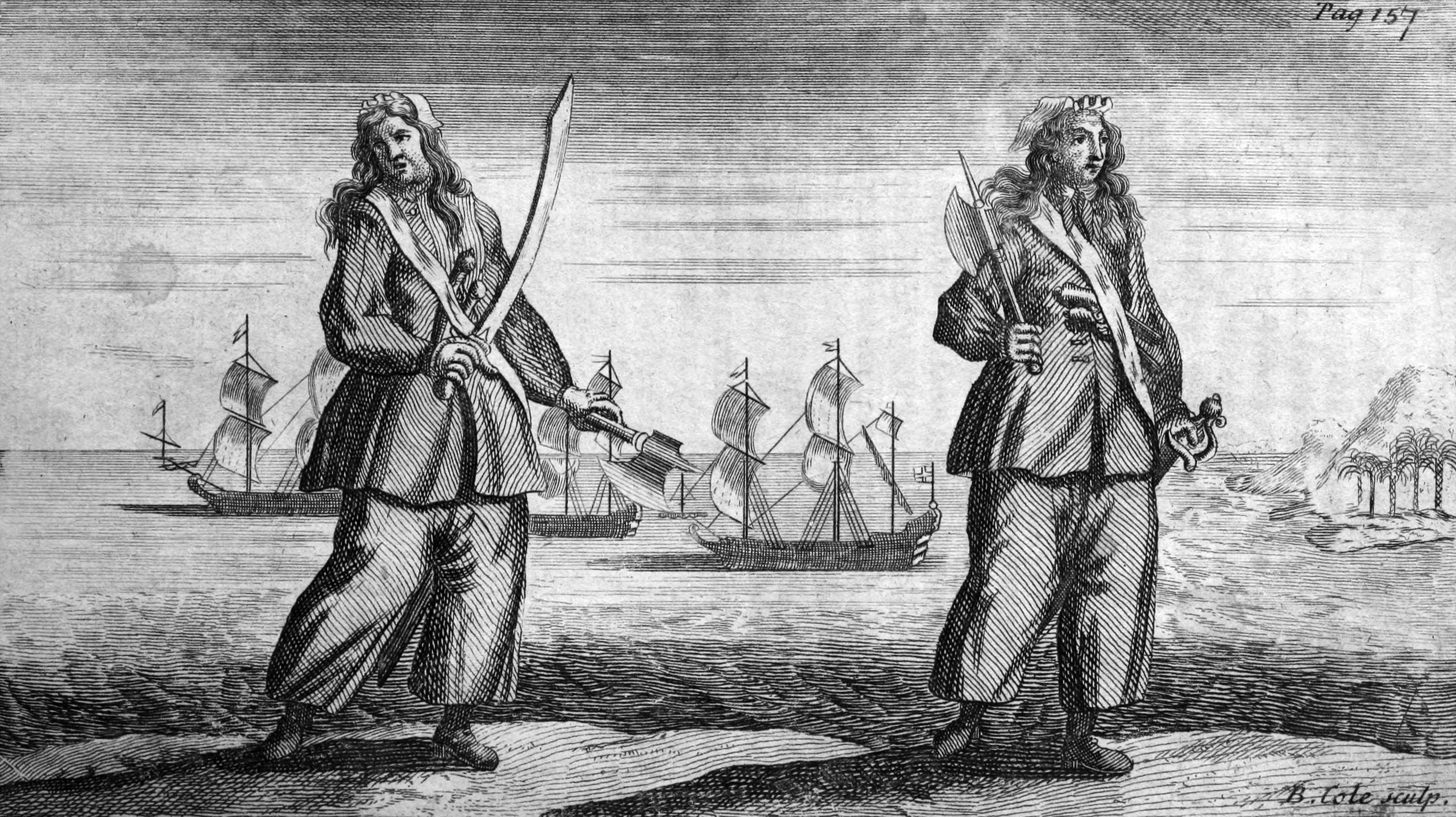
Anne Bonny e Mary Read, gravura de Benjamin Cole (c. 1724).

Anne Bonny (também por vezes escrito como Bonney) e Mary Read foram duas piratas infames do século  XVIII; ambas viveram a sua curta vida no mar sob o comando de Calico Jack Rackham, por quem Bonny estava apaixonada. Também estiveram associadas a outros piratas como Barbanegra, William Kidd, Bartholomew Sharp e Bartholomew Roberts. São muito conhecidas pelo seu sexo, muito pouco comum para piratas, o que ajudou a sensacionalizar o seu julgamento em 1720 na Jamaica. Ganharam mais notoriedade pela sua crueldade - conhecidas por terem falado em favor de assassinar testemunhas em conselhos de tripulação - e na luta contra os invasores de embarcações de Rackham, enquanto ele e os seus tripulantes estavam demasiado embriagados para lutar, escondendo-se no convés.
O ponto crucial para a sua lenda é que toda a tripulação, incluindo Rackham, Anne e Mary foram julgados numa cidade espanhola perto de Port Royal. Rackham e a sua tripulação foram enforcados; mas quando o juiz sentenciou Anne e Mary à morte ele perguntou se elas tinham algo a dizer: "Senhor, suplicamos pelas nossas barrigas", que significava que estavam grávidas. O juiz acabou por adiar a sua morte porque os tribunais ingleses não tinham autoridade para condenar à morte uma criança por nascer. Read morreu na cadeia, com muitos a acreditar que foi devido a uma febre ou complicações de parto. Não existe registos da execução de Anne e pensa-se que o seu pai muito rico tenha pago a caução para a sua libertação; outros relatos contam que ela voltou para a pirataria, ou tornou-se freira.

### Piratas bárbaros

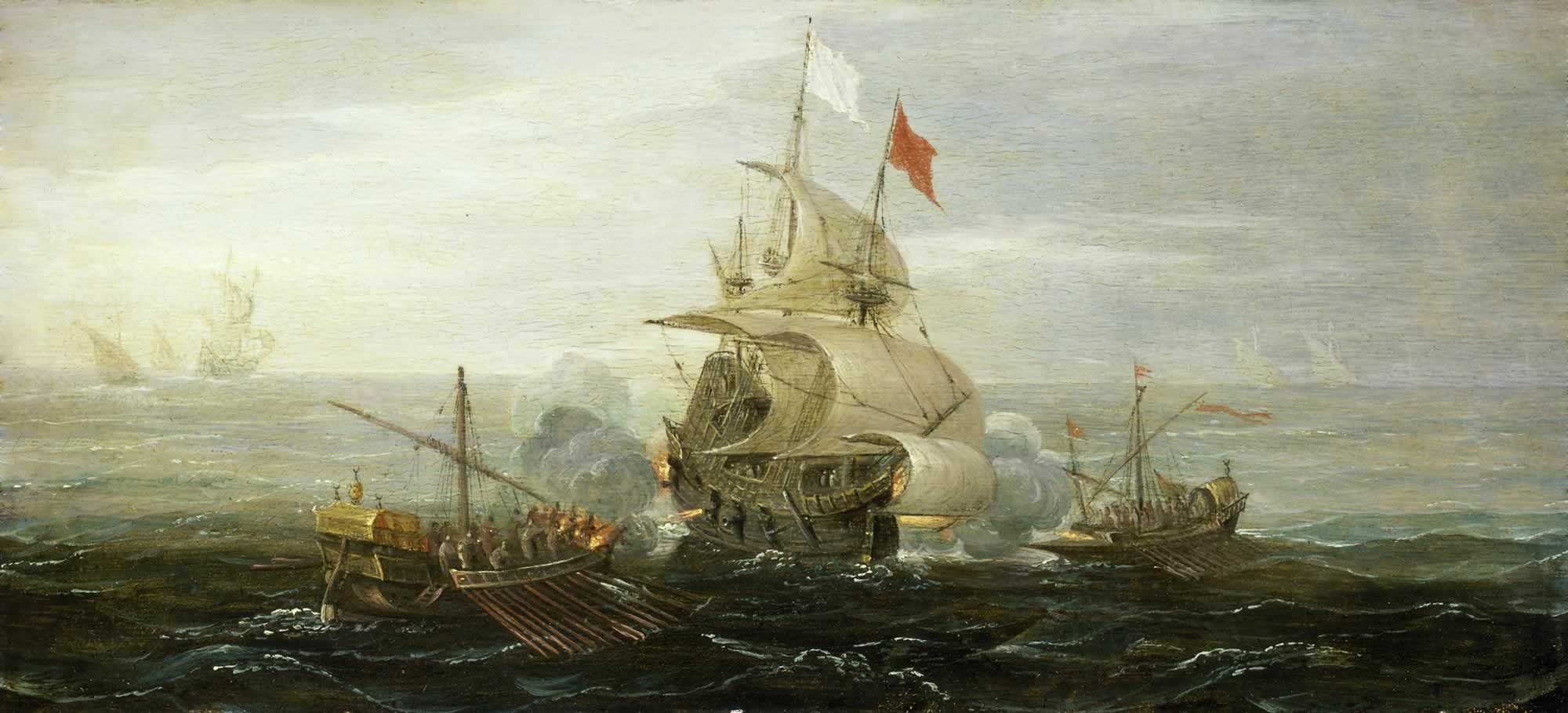
Navio francês a ser atacado por galés argelinas (óleo de Aert Anthonisz (1579-1620).

Os piratas bárbaros (berberes) eram piratas e corsários que operavam desde o Norte de África (a "Costa Bárbara") nos portos de Tunes, Trípoli, Argel, Salé (Marrocos), caçando navios na zona Oeste do Mar Mediterrâneo na altura das Cruzadas assim como navios que viajavam para a Ásia, contornando África, até ao início do século XIX. As vilas e cidades costeiras de Itália, Espanha e as ilhas Mediterrâneas eram atacadas frequentemente por eles em que longas zonas costeiras italianas e espanholas estavam completamente abandonadas dos seus habitantes; desde o século XVII, os piratas bárbaros entravam ocasionalmente no Atlântico e chegavam mesmo a atacar perto da Islândia. De acordo com Robert Davis, entre os século XVI e XIX, foram capturados por piratas bárbaros entre 1 milhão e 1,25 milhões de europeus e vendidos como escravos no mundo árabe.

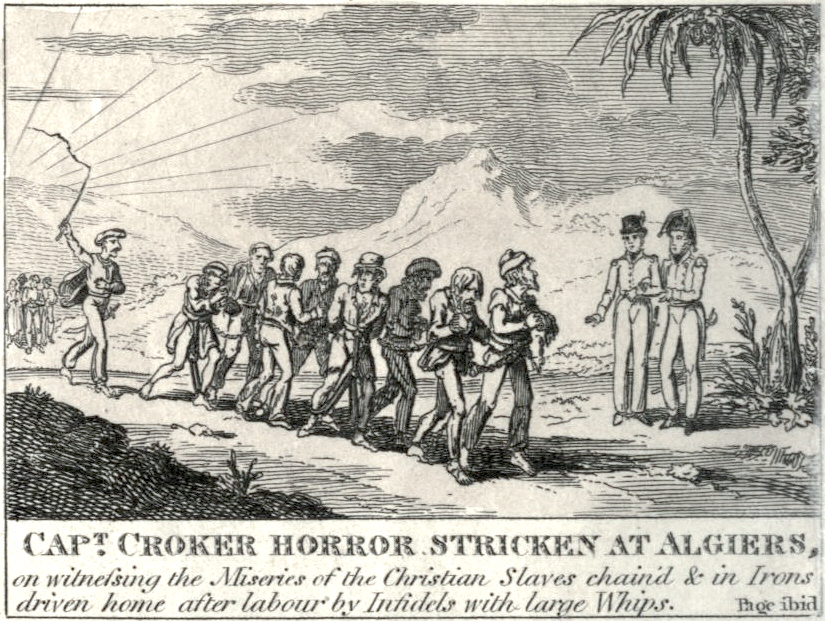
Um capitão britânico testemunha as misérias dos escravos cristãos em Argel, 1815.

O início do século XVII pode ser descrito como o período em que floresceu a pirataria bárbara. Tal ocorre porque a introdução de novos equipamentos de vela por Simon de Danser, permitiu que os atacantes do Norte Africano, pela primeira vez, pudessem enfrentar o Atlântico, bem como as águas do Mediterrâneo. Só em Argel, foi dito que foram cativos mais de 20 000 prisioneiros. Os ricos podiam ser perdoados mas os pobres estavam condenados à escravatura (ver: Escravidão branca). Por vezes, seus mestres davam-lhes liberdade para ensinarem o Islão. A longa lista pode ser dada de pessoas de boa posição social, não só italianos e hispânicos, mas também viajantes alemães e ingleses no sul, que eram cativos por um tempo.
Em 1627, corsários bárbaros da Argel e Salé atacaram a Islândia em dois ataques separados, – o 'Ataque Turco' (ou 'Rapto Turco'), porque foi iniciado a partir de várias zonas do império Otomano, isto apesar de nenhum turco estar envolvido. Quatro navios atacaram as costas este e sul assim como as ilhas Vestmannaeyjar. Diz-se que Murat Reis (Jan Janszoon) aprisionou 400 pessoas (a população islandesa estava estimada em cerca de 60 000); 242 dos quais foram vendidos como escravos nas costas bárbaras. Os piratas só levavam os jovens e aqueles que apresentavam boa forma física. Todos os que ofereciam resistência eram mortos, e os mais velhos eram colocados dentro de uma igreja para depois ser queimada. Um desses cativos foi Ólafur Egilsson, que foi resgatado no ano seguinte, e depois de ter regressado à Islândia, escreveu uma narrativa escrava sobre a sua experiência. Outro prisioneiro famoso desses ataques foi Guðríður Símonardóttir. Este evento ficou conhecido na história islandesa como Tyrkjaránið.
Enquanto que a época dourada da pirataria europeia e americana acabou (como é geralmente considerado) entre 1710 e 1730, a prosperidade dos piratas bárbaros continuou até ao início do século XIX. Ao contrário das forças europeias, os Estados Unidos (nação jovem na altura) recusou pagar tributo aos estados Bárbaros, e responderam com a Primeira Guerra Bárbara e Segunda Guerra Bárbara, contra o norte de África, quando os piratas bárbaros capturavam e escravizavam marinheiros americanos. Embora os Estados Unidos tenham tido um sucesso limitado nestas guerras, a França e a Grã-Bretanha, com as suas marinhas mais poderosas logo seguiram o exemplo, expulsando os invasores bárbaros.

## Declínio
No início do século XVIII a tolerância para com os corsários estava a ficar esgotada um pouco por todas as nações. Depois da assinatura do Tratado de Utrecht, o excesso de marinheiros treinados sem emprego, tanto era uma benesse como uma praga para os piratas. Inicialmente, o excedente de homens causou a multiplicação significativa de piratas, levando inevitavelmente a uma maior pilhagem de navios, colocando uma maior pressão sobre o comércio de todos os países europeus. Em resposta, as nações europeias reforçaram as próprias frotas marítimas para dar maior protecção aos navios mercadores e para caçar piratas. O excesso de marinheiros qualificados significava que poderiam ser recrutados para as marinhas nacionais. Em 1720 a pirataria estava claramente em forte declínio. A Época Dourada da Pirataria já não passou aquela década.
Os eventos durante a segunda metade de 1718 representaram um ponto de viragem para a história da pirataria no Novo Mundo. Sem uma base segura e com a crescente pressão das forças navais, os piratas perderam a força. A atracão dos tesouros espanhóis havia desaparecido, e os caçadores gradualmente se tornavam as presas. No início de 1719, os piratas restantes estavam em fuga. A maioria deles foi para a África Ocidental, aproveitando escravos mal defendidos.

## Impacto na cultura popular

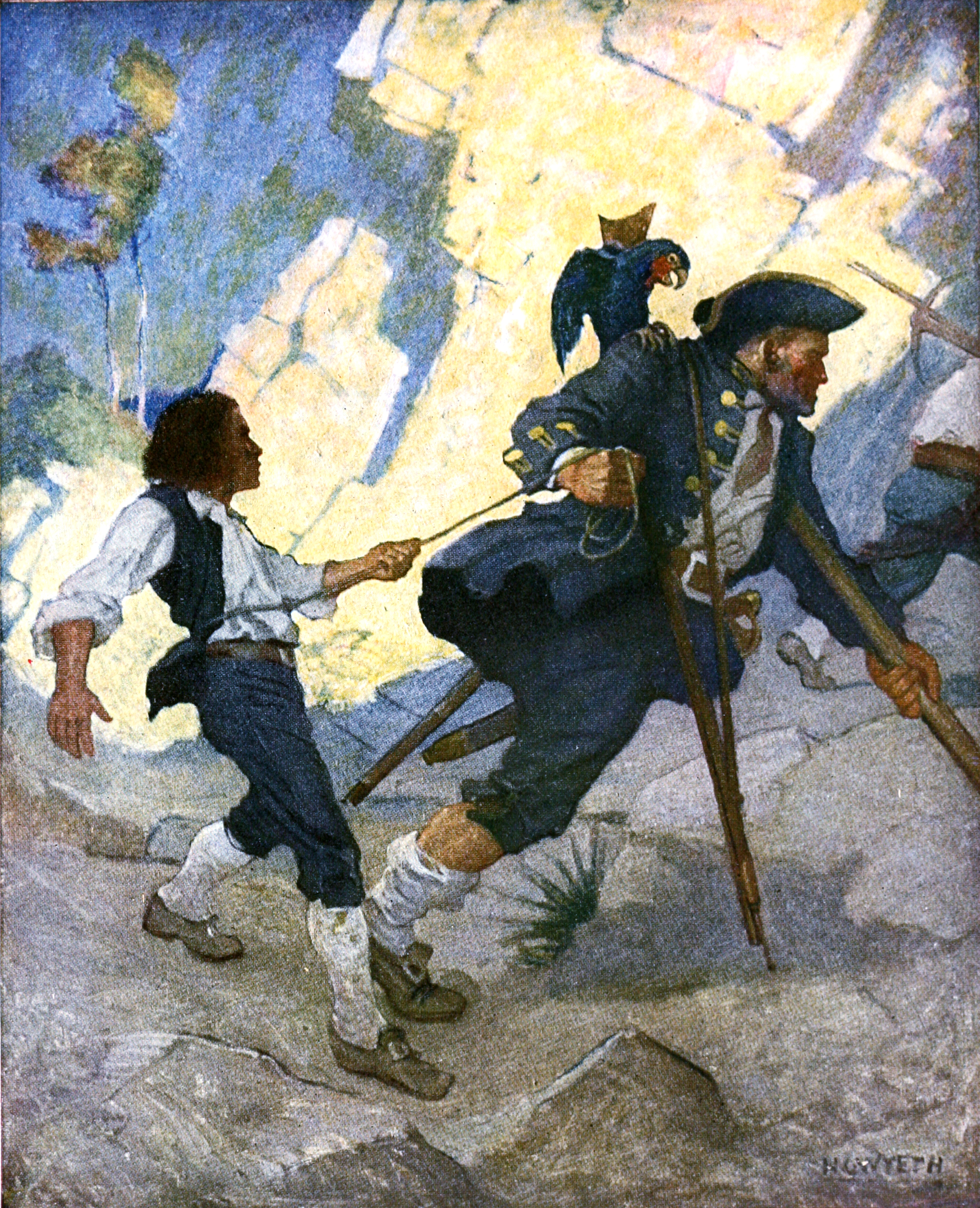
Jim Hawkins, Long John Silver e o seu papagaio, em A Ilha do Tesouro, ilustração de N. C. Wyeth, 1911.

Embora alguns dos detalhes estejam muitas vezes esquecidos, o efeito na cultura popular da Época Dourada da Pirataria não pode ser subestimada. O livro A General History of the Pyrates por Charles Johnson, é a fonte principal de biografias de muitos dos conhecidos piratas da Época Dourada, dando uma extensa contribuição sobre aquele período. Ao dar um estatuto quase mítico aos personagens mais coloridos, como os notórios Barbanegra e Calico Jack, o livro fornece e conta o padrão de vida de muitos dos piratas durante a Época Dourada, influenciando a literatura pirata de Robert Louis Stevenson e J. M. Barrie. Tais trabalhos literários, como A Ilha do Tesouro (1881) e Peter Pan (1904), apesar de muito romantizados, basearam-se fortemente nos piratas e nas suas vidas para os seus enredos.
Um dos impactos e a influencia duradoura que a obra de Stevenson teve foi a criação de alguns clichés que ainda hoje perduram, incluindo o mapa com um "X" a marcar o local do tesouro, ou a mancha negra como símbolo de desgraça iminente, em que a sua visão pegou tão rapidamente que quase todos os trabalhos subsequentes que envolvam pirataria são, de alguma forma dele derivados. O popular e colorido personagem Long John Silver, contramestre do navio, de apenas uma perna com um papagaio ao ombro, acabou por ser a sua criação mais fértil, tendo influenciado de ser certa forma muitos dos piratas subsequentes como o Capitão Hook (Peter Pan) e os seus homens.
Várias reclamações e especulações sobre a imagem dos piratas, vestuário, moda, código de vestimenta em geral, etc, contribuíram para o conhecimento da sua fantasia fantástica. Por exemplo, os homens usavam brincos e o seu valor, em ouro ou prata, servia para pagar o seu funeral se eles se perdessem no mar e o seu corpo fosse encontrado em terra. Os brincos eram oferecidos aos marinheiros mais novos que atravessavam o Equador pela primeira vez. Os brincos também foram usados por motivos supersticiosos, acreditando que os metais preciosos tinham poderes mágicos de cura. Uma das características estereótipo de um pirata na cultura popular é o tapa-olho, que tem origens no pirata árabe Rahmah ibn Jabir al-Jalahimah, que usava o adereço depois de ter perdido um olho durante uma batalha no século XVIII
Mais recentemente, apareceram representações ainda menos precisas de piratas históricos da época (e.g., Talk Like a Pirate Day), em livros (como The Sea Hawk and Captain Blood de Rafael Sabatini) e em filmes (Pirates of the Caribbean), que acabam por romantiza-los como aventureiros fanfarrões, apenas servindo para dar uma imagem leve e romântica dentro da cultura popular. Robert Louis Stevenson no entanto mostrou os piratas de uma maneira cruel e como assassinos. David Cordingly no seu livro Under the Black Flag: The Romance and the Reality of Life Among the Pirates (1996), refere que os "piratas não são versões marítimas de Robin Hood e dos seus homens alegres" e os seus "ataques eram frequentemente acompanhados de violência extrema, tortura e morte."

## Ligações Externas
- Cindy Vallar, "Época Dourada da Pirataria"
- Breve História sobre a Época Dourada da Pirataria
- The UnMuseum, "Época Dourada da Pirataria"